# Ił-16
Ił-16 – radziecki samolot szturmowy z okresu II wojny światowej.

## Historia
Na początku 1945 roku w biurze konstrukcyjnym Iljuszyna rozpoczęto pracę na konstrukcją samolotu szturmowego, który jednak mógłby operować bez osłony samolotów myśliwskich w przewidywanej wojnie z Japonią.
Projekt takiego samolotu oznaczonego jako Ił-16 oparto na konstrukcji budowanego już samolotu Ił-10. Nowy samolot był jednak lżejszy, miał mniejsze wymiary oraz zastosowano w nim nowy silnik opracowany w biurze Mikulina AM-43NW.
Prototyp samolotu był gotowy pod koniec lipca 1945 roku i od sierpnia rozpoczęto próby fabryczne. W trakcie tych prób okazało się, że samolot ma słabą stateczność w locie, w związku z tym przedłużono tylną część kadłuba o 0,5 m oraz powiększono powierzchnię usterzenia pionowego. Tak poprawiony prototyp spełniał już wymagania samolotu założonego w chwili rozpoczęcia projektu. Był szybszy i zwrotniejszy od samolotu Ił-10, przy zachowaniu cech samolotu szturmowego mógł walczyć jako samolot myśliwski. Natomiast w trakcie prób okazało się, że nowy silnik AM-43NW jest jeszcze niedopracowany i powodował wibracje samolotu.
Próby usunięcia wad silnika nie przyniosły rezultatu, a zakończenie wojny z Japonią, spowodowało, że latem 1946 roku ostatecznie przerwano dalsze pracę nad tym samolotem.

## Użycie w lotnictwie
Samolot Ił-16 został zbudowany tylko w jednym prototypie i był wykorzystywany jedynie do testów fabrycznych.

## Opis konstrukcji
Samolot Ił-16 był jednosilnikowym dolnopłatem z zakrytą kabiną załogi. Konstrukcja całkowicie metalowa. Podwozie klasyczne – chowane w locie. Napęd stanowił silnik rzędowy w układzie V, chłodzony cieczą.
Samolot był uzbrojony w 2 działka lotnicze kal. 23 mm i 2 karabiny maszynowe kal.12,7 mm umieszczone w skrzydłach i obsługiwane przez pilota oraz jedno ruchome działko lotnicze kal. 20 mm obsługiwane przez strzelca-radiotelegrafistę. Ponadto samolot mógł zabrać bomby o masie 400 kg lub przy maksymalnym obciążeniu 500 kg lub 4 pociski rakietowe RS-132.